# Waki
Waki is een gemeente (commune) in de regio Ségou in Mali. De gemeente telt 8900 inwoners (2009).